# San Antonio Open 2016
Il San Antonio Open 2016 è stato un torneo di tennis giocato sul cemento. È stata la 1ª edizione del torneo che fa parte della categoria WTA 125s. Si è giocato a San Antonio in Texas dal 14 al 19 marzo 2016.

## Teste di serie
| Nazionalità | Giocatrice         | Ranking* | Testa di serie |
| ----------- | ------------------ | -------- | -------------- |
| Australia   | Dar'ja Gavrilova   | 33       | 1              |
| Romania     | Irina-Camelia Begu | 35       | 2              |
| Lettonia    | Jeļena Ostapenko   | 40       | 3              |
| Belgio      | Yanina Wickmayer   | 47       | 4              |
| Brasile     | Teliana Pereira    | 50       | 5              |
| Giappone    | Misaki Doi         | 55       | 6              |
| Belgio      | Kirsten Flipkens   | 59       | 7              |
| Giappone    | Nao Hibino         | 60       | 8              |

* Ranking al 7 marzo 2016.

## Altre partecipanti
Giocatrici che hanno ricevuto una Wild card:
- Irina-Camelia Begu
- Catherine Bellis
- Casey Dellacqua
- Dar'ja Gavrilova
- Teliana Pereira
- Maria Sakkarī

## Campionesse

### Singolare
Misaki Doi ha sconfitto  Anna-Lena Friedsam col punteggio di 6–4, 6–2.

### Doppio
- Anna-Lena Grönefeld /  Nicole Melichar hanno sconfitto in finale  Klaudia Jans-Ignacik /  Anastasija Rodionova col punteggio di 6–1, 6–3.